# Мідисті пісковики і сланці
Мі́дисті пісковики́ і сла́нці (рос. медистые песчаники и сланцы, англ. cupriferous sandstones and slates, нім. Kupfersandsteine m pl und Kupferschiefer m pl) — пласти піщанистих та сланцевих осадових гірських порід, що містять мінерали міді і є мідною рудою.
Пласти мідистих пісковиків і сланців поширені на значних площах, мають витриману потужність, чітко пов'язані з певними стратиграфічними горизонтами, як правило, лагунових осадів древніх морів. Характерні багатоярусні поклади, що мають постійні переходи до слабкомінералізованих порід. Мідисті пісковики і сланці утворюють великі родовища (напр. Мідноносний пояс Центральної Африки).
Гол. мідні мінерали рудних покладів представлені борнітом, халькозином і халькопіритом, які в асоціації з рідкіснішими сульфідами заліза, цинку, свинцю, нікелю, кобальту, молібдену, ренію, бісмуту, стибію, арсену і ін. мінералами формують вкраплену руду.
Генезис родовищ дискусійний. Світові запаси міді в рудах М. п. і с. становлять 25 % від їх загальної кількості. Вони є другим (після мідно-порфірових руд) великим джерелом міді з попутним вилученням свинцю, цинку, срібла, місцями кобальту і урану.
В Україні мідисті пісковики широко розповсюджені в Передкарпатському прогині та Донецькій складчастій споруді.